# Lucky Number Slevin
Lucky Number Slevin es una película estadounidense de suspense de 2006 dirigida por Paul McGuigan y protagonizada por Josh Hartnett, Bruce Willis, Lucy Liu, Morgan Freeman y Ben Kingsley.

## Argumento
Durante los créditos iniciales de la película, dos corredores de apuestas por separado son emboscados y asesinados por personas invisibles, y, en otro lugar, un joven es asesinado por un francotirador. 
En una terminal de autobuses a un joven se le acerca Goodkat (Bruce Willis), quien le cuenta la historia de Max y la "Kansas City Shuffle" ("Jugada Kansas City"): dos décadas antes, Max era un apostador y le debía dinero a la mafia, por lo que decide hacer una apuesta en una carrera de caballos arreglada. Esto llegó a oídos de los mafiosos, que decidieron asegurarse de que nadie más pudiera tratar de apostar por una carrera fija, asesinando a Max, así como a su esposa y su hijo pequeño, Henry. Para matar a este último contrataron a un asesino profesional. Goodkat concluye que un "Kansas City Shuffle" es un doble engaño engañoso, haciendo parecer que mata al joven, antes de cargarlo en una camioneta. 
En la ciudad de Nueva York, Slevin Kelevra (Josh Hartnett) se queda en el apartamento de su amigo Nick Fisher, el cual desaparece misteriosamente. Allí conoce a Lindsey (Lucy Liu), vecina de su amigo y discuten sobre su desaparición y por qué la puerta de su departamento estaba abierta. Lindsey sugiere que Nick pudo haberse ido nada más y, después de que ella se vaya, Slevin es secuestrado por dos sicarios, quienes lo llevan a "El Jefe" (Morgan Freeman). Confundiendo a Slevin por Nick, le pide pagar una deuda de un juego grande o matar al hijo de su rival, "El Rabino" (Ben Kingsley). "El Rabino" es responsable de asesinar a su hijo (lo que se ve en la introducción), y quiere que el hijo homosexual del rabino, Itzjak "El Hada", sea asesinado en venganza. Slevin vuelve al apartamento, pero es secuestrado de nuevo por dos secuaces judíos que trabajan para "El Rabino". Este también confunde a Slevin por Nick, y le exige que pague una deuda grande de juego. Slevin regresa con "El Jefe" y le dice que está de acuerdo en matar a "El Hada". 
Al mismo tiempo que Slevin visita a los jefes de la mafia, se hace evidente que Goodkat está involucrado en ambos lados, haciéndose responsable de las deudas de Nick y de contactarlo, y planeando matar a Slevin después de que "El Hada" muera (aunque sus motivaciones para esto siguen siendo desconocidas). Slevin y Lindsey salen a cenar, donde Slevin arregla una cita con "El Hada". Slevin es abordado por el detective Brikowski (Stanley Tucci), quien está investigando a "El Jefe" y a "El Rabino". El detective lo fastidia de nuevo más tarde; a lo que revela su nombre completo, Slevin Kelevra. Luego, llega al apartamento de "El Hada" y le dispara fatalmente, solo para que Goodkat aparezca; y en lugar de dispararle a Slevin, termina con "El Hada" de un disparo en la cabeza, revelando que Slevin y Goodkat son aliados. Slevin entonces trae el cuerpo de la víctima al autobús, revelando que se trata de Nick Fisher, mientras que en el departamento Goodkat mata a los guardaespaldas de "El Hada". Juntos, hacen estallar el apartamento y los cuerpos, fingiendo la muerte de Slevin en el proceso. Goodkat y Slevin secuestran a "El Jefe" y a "El Rabino", los cuales despiertan en el ático del jefe. Slevin aparece y explica el giro global: Slevin es Henry, el hijo del apostador asesinado, y los mafiosos que mataron a Max eran "El Jefe" y "El Rabino". Goodkat se revela como el asesino a sueldo encargado de matar al joven Henry, pero que luego de un ataque de conciencia se lo lleva y lo educa en lugar de asesinarlo. Veinte años más tarde, Goodkat y Slevin mataron al hijo y a los dos mafiosos de "El Jefe", robaron el libro de contabilidad de los corredores de apuestas en el proceso, después encontraron a Nick Fisher, quien le debía mucho dinero a ambos, lo mataron y le robaron su identidad. Como la guerra de pandillas se cernía, los dos mafiosos llamaron a Goodkat, quien accedió tanto a matar como a proteger a "El Hada" con la condición de que ellos llamen como deuda a Nick, quien era Slevin y así él podría acercarse sin trabas a los mafiosos fuertemente custodiados. 
Después de revelar su plan, Slevin sofoca a "El Rabino" y "El Jefe" pegando bolsas de plástico en sus cabezas, causándoles la muerte de la misma manera en que mataron a su padre. Debido a que Lindsey había fotografiado a Goodkat para llevar la foto a Slevin, Goodkat le dispara para proteger su identidad. Finalmente, se revela que el detective Brikowski mató a la madre de Slevin cuando fue llamado por los mafiosos. Slevin mata a Brikowski y el seudónimo de "Slevin Kelevra" se explica: "Lucky Number Slevin" fue el caballo al que su padre había apostado, y "Kelevra" en hebreo significa "perro malo", reflejo del nombre de Goodkat. 
Algún tiempo después, en la terminal de autobuses, Slevin se encuentra con Lindsey, y revela que Slevin, consciente de las intenciones de Goodkat, le explica su verdadero plan y le ayuda a fingir su muerte. Aparece Goodkat, consciente del engaño; y como Slevin le agradaba se compromete a dejar vivir a su novia. La película se cierra con un retroceso de Goodkat con Henry en la camioneta, veinte años atrás, después del asesinato de sus padres, escuchando en la radio la canción "Kansas City Shuffle", de Bennie Moten (interpretada por J. Ralph).

## Reparto
- Josh Hartnett como Slevin Kelevra.
- Bruce Willis como Goodkat.
- Lucy Liu como Lindsey.
- Morgan Freeman como "El Jefe".
- Ben Kingsley como "El Rabino".
- Michael Rubenfeld como Yitzchok "El Hada".
- Peter Outerbridge como Dumbrowski.
- Stanley Tucci como Detective Brikowski.
- Kevin Chamberlin como Marty.
- Dorian Missick como Elvis.